# Poropoea attelaborum
Poropoea attelaborum är en stekelart som beskrevs av Girault 1911. Poropoea attelaborum ingår i släktet Poropoea och familjen hårstrimsteklar.
Artens utbredningsområde är Puerto Rico. Inga underarter finns listade i Catalogue of Life.